# Joseph Villa
Pour les articles homonymes, voir villa (homonymie).
Joseph Villa est un pianiste américain né à Garfield le 9 août 1948 et mort à New York le 13 avril 1995.

## Formation
Formé par Sacha Gorodnitzky à la Julliard School de New-York, ses modèles sont Josef Hofmann et Serge Rachmaninov.
Il a travaillé avec Olga Barabini et est l'un des derniers disciples de Claudio Arrau.

## Carrière
Joseph Villa donne son premier concert public en 1972 au Alice Tully Hall. Amateur de musique de chambre il est notamment l'accompagnateur du violoniste américain Joseph Fuchs et du violoncelliste Mstislav Rostropovitch. Il ne dédaigne pas l'art lyrique et accompagne régulièrement Victoria de Los Angeles et Jessye Norman.
Il se produit fréquemment en Europe et particulièrement en France. C'est ainsi qu'à l'invitation du lisztien Gyorgy Cziffra il participe au Festival de musique de La Chaise-Dieu, au Festival de La Roque-d'Anthéron (1985) ou au festival Piano aux Jacobins (1987, 1989) à Toulouse.

## Répertoire
Parmi les compositeurs préférés de Joseph Villa, on peut citer :
- Franz Liszt
- Robert Schumann
- Alexandre Scriabine
- Frédéric Chopin
- Enrique Granados
- Serge Rachmaninov
- Alexandre Borodine